# Menemerus acuminatus
Menemerus acuminatus är en spindelart som beskrevs av William Joseph Rainbow 1912. Menemerus acuminatus ingår i släktet Menemerus och familjen hoppspindlar. Inga underarter finns listade i Catalogue of Life.